# Lista de países e territórios da Oceania por população
Esta é uma lista das populações dos Estados soberanos e territórios dependentes na região geopolítica da Oceania. Embora seja principalmente formada por oceano e abranja muitas placas continentais, a Oceania é ocasionalmente listada como um dos continentes.
Esta lista segue os limites da Oceania geopolítica, que inclui Australásia, Melanésia, Micronésia e Polinésia. A principal massa continental da Oceania é a Austrália.

## Tabela
| Ranking | País (ou território dependente) | População atual | % da pop. | Crescimento relativo médio anual (%) | Crescimento absoluto médio anual | Tempo estimado para dobrar (anos) | Projeção oficial (onde disponível) | Data da última projeção | Referência                       |
| ------- | ------------------------------- | --------------- | --------- | ------------------------------------ | -------------------------------- | --------------------------------- | ---------------------------------- | ----------------------- | -------------------------------- |
| 1       | Austrália                       | 25.705.081      | 59,82     | 1,42                                 | 333.000                          | 49                                | 27 134 800                         | 31 de março de 2019     | Relógio oficial da população     |
| 2       | Papua-Nova Guiné                | 9.008.800       | 20,67     | 3,11                                 | 248.000                          | 23                                | 7.744.700                          | 2015                    | Estimativa oficial               |
| 3       | Nova Zelândia                   | 5.014.786       | 11,51     | 1,53                                 | 69.000                           | 46                                | 5 594 200                          | 31 de março de 2019     | Relógio oficial da população     |
| 4       | Fiji                            | 884.887         | 2,18      | 0,46                                 | 4.000                            | 150                               | 867.000                            | 2015                    | Estimativa oficial               |
| 5       | Ilhas Salomão                   | 667.044         | 1,48      | 2,26                                 | 13.000                           | 31                                | 642.000                            | 2015                    | Estimativa oficial               |
| 6       | Vanuatu                         | 304.500         | 0,70      | 2,58                                 | 7.000                            | 27                                | 277.600                            | 2015                    | Estimativa oficial               |
| -       | Nova Caledônia (França)         | 278.500         | 0,69      | 1,87                                 | 5.000                            | 37                                | 268.767                            | 26 de agosto de 2014    | Resultado do censo de 2014       |
| -       | Polinésia Francesa (França)     | 275.918         | 0,69      | 0,37                                 | 1.000                            | 189                               | 268.207                            | 22 de agosto de 2012    | Resultado final do censo de 2012 |
| 7       | Samoa                           | 199.052         | 0,49      | 0,52                                 | 1.000                            | 133                               | 194.899                            | 2016                    | Estimativa oficial               |
| -       | Guam (EUA)                      | 172.400         | 0,41      | 0,62                                 | 1.000                            | 112                               | 159.358                            | 1 de abril de 2010      | Resultado do censo de 2010       |
| 8       | Kiribati                        | 120.100         | 0,28      | 1,80                                 | 2.000                            | 39                                | 113.400                            | 2015                    | Estimativa oficial               |
| 9       | Estados Federados da Micronésia | 103.000         | 0,26      | 0,00                                 | 0                                | -                                 | 102.300                            | 2015                    | Estimativa oficial               |
| 10      | Tonga                           | 100.651         | 0,26      | 0,00                                 | 0                                | -                                 | 103.300                            | 2015                    | Estimativa oficial               |
| -       | Samoa Americana (EUA)           | 56.700          | 0,14      | 0,00                                 | 0                                | -                                 | 55.519                             | 1 de abril de 2010      | Resultado do censo de 2010       |
| -       | Marianas Setentrionais (EUA)    | 56.200          | 0,12      | -2,08                                | -1.000                           | -                                 | 53.883                             | 1 de abril de 2010      | Resultado do censo de 2010       |
| 11      | Ilhas Marshall                  | 55.500          | 0,14      | 0,00                                 | 0                                | -                                 | 54,900                             | 2015                    | Estimativa oficial               |
| 12      | Palau                           | 21.000          | 0,04      | 0,00                                 | 0                                | -                                 | 18.000                             | 2015                    | Estimativa oficial               |
| -       | Ilhas Cook (NZ)                 | 18.100          | 0,04      | 0,00                                 | 0                                | -                                 | 15.300                             | 2015                    | Estimativa oficial               |
| -       | Wallis e Futuna (França)        | 11.700          | 0,03      | 0,00                                 | 0                                | -                                 | 12.197                             | 22 de julho de 2013     | Resultado do censo de 2013       |
| 13      | Tuvalu                          | 10.640          | 0,03      | 0,00                                 | 0                                | -                                 | 11.300                             | 2015                    | Estimativa oficial               |
| 14      | Nauru                           | 10.084          | 0,03      | 0,00                                 | 0                                | -                                 | 10.900                             | 2015                    | Estimativa oficial               |
| -       | Ilha Norfolk (Austrália)        | 1.748           | 0,01      | 0,00                                 | 0                                | -                                 | 2.302                              | 9 de agosto de 2011     | Resultado do censo de 2011       |
| -       | Niue (NZ)                       | 1.611           | 0,01      | 0,00                                 | 0                                | -                                 | 1.500                              | 2013                    | Estimativa oficial               |
| -       | Toquelau (NZ)                   | 1.499           | 0,00      | 0,00                                 | 0                                | -                                 | 1.160                              | 2015                    | Estimativa oficial               |
| -       | Pitcairn (UK)                   | 50              | 0,00      | 0,00                                 | 0                                | -                                 | 57                                 | 1 de fevereiro de 2014  | Estimativa oficial               |
| -       | Total                           | 41.909.794      | 100,00    | 1,75                                 | 683.000                          | 40                                | -                                  | -                       | -                                |

As localidades não numeradas referem-se a territórios dependentes.